# Lacroix-Falgarde
Lacroix-Falgarde ist eine südfranzösische Gemeinde mit 2.047 Einwohnern (Stand: 1. Januar 2022) im Département Haute-Garonne in der Region Okzitanien. Sie gehört zum Arrondissement Toulouse und zum Kanton Castanet-Tolosan. Die Einwohner werden Crucifalgardiens genannt.

## Geographie
Lacroix-Falgarde liegt an der Ariège, etwa zwölf Kilometer südsüdwestlich von Toulouse und gehört dem 2001 gegründeten Gemeindeverband Sicoval an. Die Ariège wird mit der Pont de Lacroix-Falgarde überbrückt, der einzigen Brücke am Ort, nachdem die stählerne Fachwerkbrücke aus dem Jahre 1903 geschlossen wurde. Nachbargemeinden von Lacroix-Falgarde sind Portet-sur-Garonne im Norden und Nordwesten, Vigoulet-Auzil im Norden und Nordosten, Aureville im Osten und Südosten, Goyrans im Süden und Südosten sowie Pinsaguel im Westen.

## Bevölkerungsentwicklung
| Jahr      | 1962 | 1968 | 1975 | 1982 | 1990 | 1999 | 2006 | 2012 | 2019 |
| --------- | ---- | ---- | ---- | ---- | ---- | ---- | ---- | ---- | ---- |
| Einwohner | 370  | 415  | 625  | 1148 | 1478 | 1485 | 1873 | 2055 | 2081 |

## Sehenswürdigkeiten
- Kirche Sainte-Christine

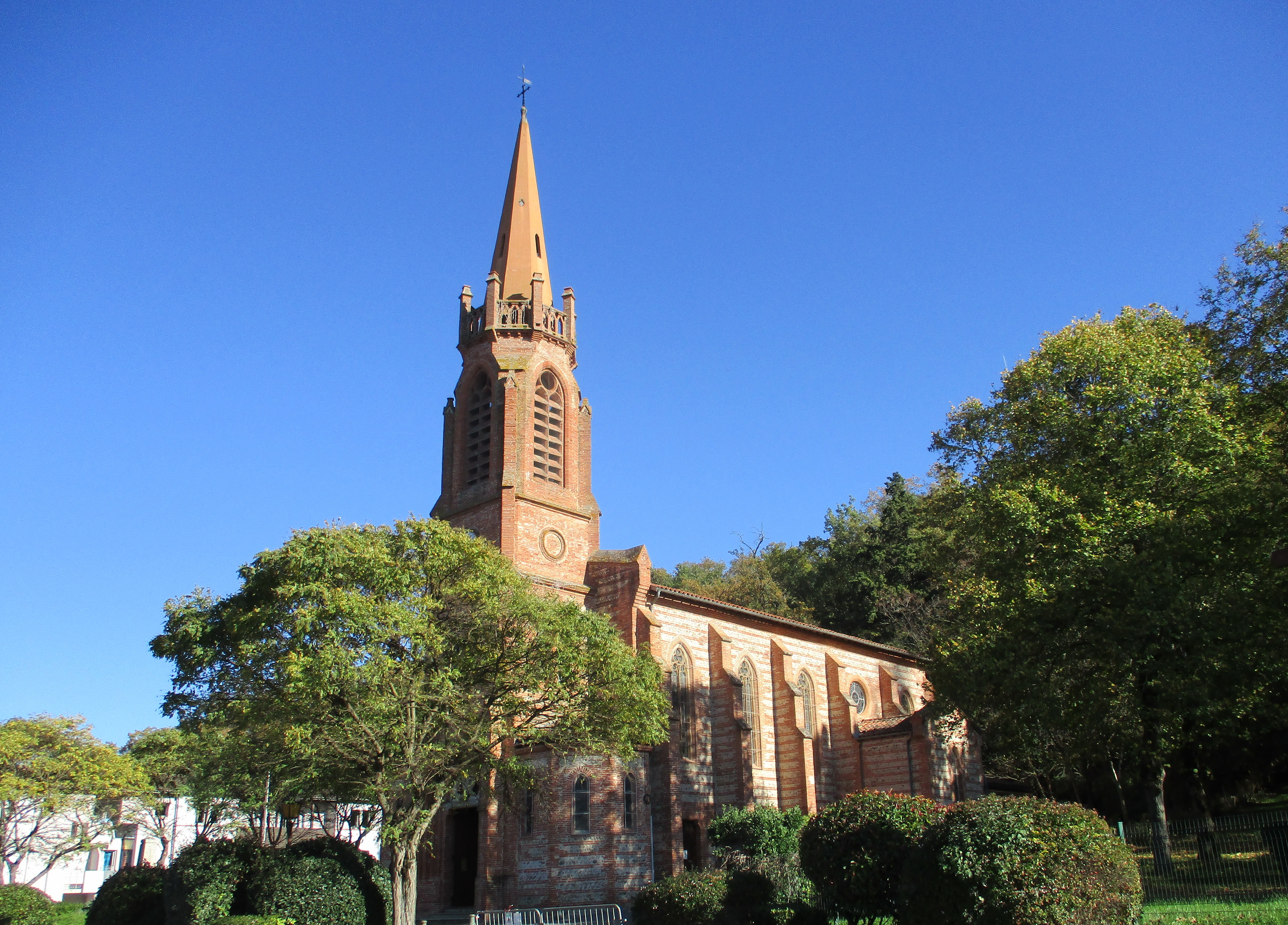
Kirche Notre Dame de l’Assomption

- Kapelle von La Gleyzette aus dem 12. Jahrhundert
- Schloss Lacroix aus dem Jahr 1574, Monument historique
- Gutshof Aymar
- Stahlfachwerkbrücke über die Ariège aus dem Jahr 1903